# توما دو مزیر
توماس دی مزیر (آلمانی: Thomas de Maizière) (زاده ۲۱ ژانویهٔ ۱۹۵۴) یک سیاست‌مدار اهل آلمان است.